# Tsagaannuur, Khövsgöl
Tsagaannuur (tiếng Mông Cổ: Цагааннуур, tiếng Dukha: Аккөл, Akköl, nghĩa đen: hồ trắng) là một sum của tỉnh Khövsgöl ở miền bắc Mông Cổ. Vào năm 2009, dân số của sum là 1.547 người.

## Lịch sử
Sum Tsagaannuur được tách khỏi sum Renchinlkhümbe vào năm 1985.

## Địa lý
Sum có diện tích khoảng 5.410 km². Trung tâm sum, Gurvansaikhan (tiếng Mông Cổ: Гурвансайхан), nằm trên bờ hồ Dood Tsagaan, cách tỉnh lỵ Mörön 279 km và thủ đô Ulaanbaatar 1048 km.

## Kinh tế
Năm 2004, sum có khoảng 8.000 đầu gia súc, trong đó có 2.400 con dê, 2.100 con cừu, 2.300 bò nhà và bò yak, 1.100 con ngựa, 6 con lạc đà và 632 con tuần lộc.